# Estelle Denis
Pour les articles homonymes, voir Denis.
Estelle Denis, née le 6 décembre 1976 à Paris, est une journaliste et animatrice de télévision française. De 2005 à février 2008, elle a animé l'émission 100 % foot sur M6, aux côtés de Pierre Ménès, Dominique Grimault et Thierry Roland, puis elle a été à la tête de 100 % mag, magazine d'information quotidien diffusé sur M6.
Elle quitte par la suite M6 pour la chaîne TF1 où elle reste jusqu'en 2015. Elle rejoint ensuite D8 pour y animer l'émission Touche pas à mon sport ! du 23 novembre 2015 au 5 novembre 2016, avant de retourner au journalisme sportif à la rentrée 2017 en rejoignant L'Équipe pour présenter L'Équipe d'Estelle. En 2021, elle part pour RMC, elle y anime l’émission Estelle Midi diffusée sur RMC Story.

## Biographie

### 1994-2004 - Formation puis débuts à France 2, InfoSport, TPS Star et TF1
En 1994, elle obtient son baccalauréat (série B) et entre au CELSA. En 1996, elle intègre l'IUT de journalisme de Bordeaux. Après deux ans de formation et un stage à France Inter, elle est recrutée par France 2 pour la Coupe du monde de football de 1998. Cette même année, elle obtient un poste de journaliste sur la chaîne TV InfoSport.
En 2001, elle marque ses vrais débuts en tant que présentatrice avec Foot et prolongations sur TPS Star.
En 2002, elle présente ses premiers directs le soir des matchs de Ligue 1 commentés par Jean-Philippe Goron et Raymond Domenech qui seront remplacés par Christophe Josse et Jean-Luc Arribart en 2004.
En 2004, elle rejoint l'équipe des présentateurs de Téléfoot (TF1) et de On refait le match (RTL). Estelle Denis a également présenté entre 2003 et 2004 Star Mag sur TPS Star, émission sur le cinéma.

### 2005-2011 - M6, Paris Première, une apparition comme actrice et W9
En 2005, M6 lui propose de présenter sa nouvelle émission 100 % Foot. Elle anime avec la même équipe 100 % Coupe du monde, un talk-show sur l’événement pendant la durée de la Coupe du monde de football de 2006 en Allemagne.
En 2006, elle présente le Tournoi des as sur Paris Première, un tournoi de poker qui oppose stars et professionnels du jeu.
À partir de février 2007, lors de la campagne présidentielle française, elle anime l'émission 5 ans avec sur M6, une émission politique qui tente de délier la langue de bois des candidats à l'Élysée par des questions directes et originales. Lorsqu'on lui demande si elle est bien dans son créneau avec cette émission, elle répond : « Il n'y a pas de frontière entre les différentes spécialités du métier de journaliste ».
Toujours en 2007, elle fait une apparition dans la série Off Prime, avec la présentatrice et comédienne belge Virginie Efira, incarnant ainsi son propre rôle.
À partir de février 2008, elle présente 100 % Mag, une émission quotidienne à 18 h 50 traitant des peoples et de divers sujets de société.
Le 9 juin 2008, elle est présente aux côtés de Franck Georgel pour l'édition du journal télévisée, Le Six'.
En 2010, elle présente avec Camille Combal et Jérôme Anthony, l'émission Nouvelle Star, ça continue diffusée juste après les primes de la Nouvelle Star.
À partir de 2011, elle présente sur W9 une émission de poker : Carrément Poker : filles vs garçons.

### 2012-2015: TF1, ambassadrice d'un site de poker, le Sidaction sur France 2, Europe 1 et MYTF1
À la rentrée 2012, elle quitte M6 et 100 % Mag pour rejoindre TF1 et animer une émission hebdomadaire. Elle fait sa rentrée sur TF1 le 19 janvier 2013 avec Samedi soir on chante…, une nouvelle émission de divertissement consacrée pour sa première émission au répertoire de Jean-Jacques Goldman.
En novembre 2012, elle devient ambassadrice du site de poker en ligne barrierepoker.fr et intègre la Team Pro barriere.
Le 8 février 2013, elle est de retour sur TF1 avec un nouveau jeu : Splash : Le Grand Plongeon, une émission qu'elle coanime avec Julie Taton et Gérard Vivès, adapté de Celebrity Splash. Le 8 mars 2013, elle participe au Grand Concours des animateurs sur TF1, qu'elle remporte. Le 12 avril 2013, elle joue une vendeuse de chaussures dans l'émission Sosie ! Or Not Sosie ?. Le 1er juin 2013, elle anime Samedi soir on chante… France Gall sur TF1. À l'origine, elle était venue sur TF1 pour un programme nommé The Audience, mais le projet a été abandonné. Cependant, ayant signé un contrat pour un certain nombre de primes, TF1 lui confie The Best, le meilleur artiste diffusé à partir du 26 juillet 2013.
Elle participe à Toute la télé chante pour Sidaction en 2014 sur France 2.
Durant la Coupe du monde de 2014, Estelle Denis présente Le Mag, de la coupe du Monde aux côtés de Denis Brogniart et Frank Lebœuf. Elle présente aussi le magazine L'après match sur MYTF1, assistée de Lionel Charbonnier, Christophe Abel et Dominique Grimault plus un invité surprise. Le 12 septembre 2015, elle remporte, pour la deuxième fois, le trophée de l'émission Le Grand Concours des animateurs.
Elle participe désormais à l'émission de radio Les Pieds dans le plat en tant que chroniqueuse où elle anime la rubrique « Les potins de la mère Denis » et remplace occasionnellement Cyril Hanouna.
En 2015, elle est annoncée comme étant l'animatrice du retour de Vis ma vie sur NT1, mais le 29 septembre 2015, après de nombreuses rumeurs, il est annoncé qu'elle quitte officiellement le groupe TF1, et rejoint D8.

### 2015-2017: Talk-show, divertissement et chroniqueuse sur D8 / C8
Elle rejoint D8 pour y animer un talk-show sportif quotidien appelé Touche pas à mon sport !  produit par H2O Productions, la société de production de Cyril Hanouna. En décembre 2015, elle arrive aux côtés de Cyril Hanouna dans Touche pas à mon poste ! en tant que chroniqueuse. L'année suivante, elle reprend les commandes de L'Œuf ou la Poule ?, présenté auparavant par Camille Combal.
Le 29 juin 2016, le blog médias « TV Scan » la nomme animatrice jeu de l'année (47 %) des suffrages devant Valérie Bénaïm et Laurence Boccolini avec 22 % et Carole Rousseau, 9 %.
En 2016, à la rentrée des nouvelles émissions de la chaine C8 (anciennement D8), son émission Touche pas à mon sport devient hebdomadaire le samedi à 17h15 puis à 22h55. Le 31 octobre 2016, C8 annonce que l'émission du 5 novembre 2016 sera la toute dernière,.

### 2017-2021: retour au journalisme sportif sur L'Équipe
À la rentrée 2017, Estelle Denis rejoint L'Équipe pour présenter L'Équipe d'Estelle, une émission quotidienne en access dans laquelle elle décrypte l'actualité sportive de la journée en remplacement de L'Équipe type,.
Le 30 décembre 2017, elle participe à The Wall : Face au mur en compagnie de Raymond Domenech.

### 2021: Départ sur RMC et émissionEstelle Midi
À la rentrée 2021, Estelle Denis quitte L'Équipe pour rejoindre RMC, et présenter l'émission quotidienne Estelle Midi retransmise également sur la chaîne RMC Story. Le programme a pour sujets principaux la politique, des faits divers ou encore les tendances de consommation, traités par divers chroniqueurs et intervenants.

### Vie privée
Estelle Denis passe son enfance au Coudray-Montceaux, dans le département de l'Essonne.

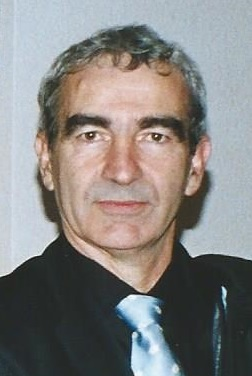
Raymond Domenech en 2005.

Elle a été la compagne de Raymond Domenech. Ils se sont rencontrés sur les plateaux de télévision, lorsqu'ils se côtoyaient sur la chaîne Infosport. De cette relation sont nés deux enfants : une fille, Victoire, née le 11 juillet 2004, et un garçon prénommé Merlin, né le 25 juillet 2007.
Raymond Domenech fait une demande en mariage à Estelle Denis le 17 juin 2008 sur la chaîne M6 devant des millions de téléspectateurs, quelques minutes après la défaite éliminatoire des Bleus face à l'équipe d'Italie de football (2-0) à l'Euro 2008. Le couple ne s'est finalement jamais marié, Estelle Denis expliquant en 2017 : « Nous sommes pacsés, pourquoi changer les choses ? Le mariage me fait peur ».
Le couple se sépare au cours de l'année 2020, comme l'annonce Estelle Denis en février 2022. Depuis le courant de l'année 2022, elle partage sa vie avec le skipper Marc Thiercelin.
Estelle Denis est par ailleurs joueuse et amatrice de poker.
Au mois de juin 2009, elle termine à la 203e place du Main Event, le championnat du monde de poker, qui comptait 6 494 inscrits et remporte la somme de 37 000 $ dans un prestigieux tournoi d'un droit d'entrée de 10 000 $.
À la fin de l'année 2010, elle participe au WPT du Seven Casino d'Amnéville où elle termine 17e et remporte la somme de 13 500 euros.

## Télévision

### Animatrice
| Année                               | Émission                                                  | Chaîne         | Co-animateurs                                                     |
| ----------------------------------- | --------------------------------------------------------- | -------------- | ----------------------------------------------------------------- |
| 2001                                | Foot et prolongations                                     | TPS Star       |                                                                   |
| 2003 - 2004                         | Star Mag                                                  | TPS Star       | Églantine Éméyé                                                   |
| 2004                                | Téléfoot                                                  | TF1            | Christian Jeanpierre                                              |
| 2005 - 2006                         | 100 % foot                                                | M6             |                                                                   |
| 2006                                | Le tournoi des as                                         | Paris Première |                                                                   |
| 2007                                | 5 ans avec                                                | M6             |                                                                   |
| 2008 - 2012                         | 100 % Mag                                                 | M6             |                                                                   |
| 2008                                | Le Six'                                                   | M6             | Franck Georgel                                                    |
| 2010                                | Nouvelle Star, ça continue                                | M6             | Camille Combal et Jérôme Anthony (                                |
| 2011                                | Disney Party                                              | M6             | Valérie Damidot                                                   |
| 2011                                | Carrément Poker : filles vs garçons                       | W9             |                                                                   |
| 2013                                | Samedi soir, on chante... !                               | TF1            |                                                                   |
| 2013                                | Splash : le grand plongeon                                | TF1            | Julie Taton et Gérard Vivès                                       |
| 2013 - 2014                         | The Best, le meilleur artiste                             | TF1            | Christophe Beaugrand                                              |
| 2014 - 2015                         | Tirage du Loto, de l'Euromillion et de My Million         | TF1            | Sandrine Quétier, Jean-Pierre Foucault et Vincent Cerutti.        |
| 2014 - 2015                         | Téléfoot pendant la Coupe du monde de football 2014       | TF1            | Denis Brogniart                                                   |
| 2015 (Annulé)[pertinence contestée] | Le plus grand quiz de France                              | TF1            | Christophe Dechavanne, Jean-Pierre Foucault et Laurence Boccolini |
| 2015                                | Vis ma vie                                                | NT1            |                                                                   |
| 2015                                | J'achète ou pas                                           | LCI            |                                                                   |
| 2015 - 2016                         | Touche pas à mon sport !                                  | D8             |                                                                   |
| 2016                                | L'Œuf ou la Poule ?                                       | D8             |                                                                   |
| 2017                                | Les Globes de cristal                                     | C8             | Artus                                                             |
| 2017                                | 40 ans du disco : Le concert événement                    | C8             | Fauve Hautot                                                      |
| 2017 - 2021                         | L'Équipe d'Estelle                                        | L'Équipe       |                                                                   |
| 2018                                | La folle équipe                                           | L'Équipe       |                                                                   |
| 2021 -                              | Estelle Midi                                              | RMC Story      |                                                                   |
| 2024                                | Kendji Girac : révélations sur la face cachée du chanteur | RMC Story      |                                                                   |

### Chroniqueuse
- Décembre 2015 à mai 2017 : Touche pas à mon poste ! sur C8

## Radio
- 2015 - 2016 : Les Pieds dans le plat sur Europe 1 : chroniqueuse (et remplaçante de Cyril Hanouna lors de deux émissions)
- Depuis 2021 : Estelle Midi sur RMC : animatrice
- 2024 : Soirée Spéciale Législative 2024 sur RMC avec Olivier Truchot